# Wes Craven präsentiert Dracula
Wes Craven präsentiert Dracula (Originaltitel: Dracula 2000) ist ein US-amerikanischer Spielfilm der Gattung Horrorfilm aus dem Jahr 2000. Der Regisseur war Patrick Lussier, der auch zusammen mit Joel Soisson das Drehbuch schrieb. Die Hauptrollen spielten Gerard Butler, Christopher Plummer und Jonny Lee Miller.

## Handlung
Matthew Van Helsing führt in London zusammen mit Simon Sheppard, seinem Stellvertreter, eine Antiquitätenhandlung. Eines Tages wird aus dem gesicherten Keller unter dem Geschäftshaus Van Helsings ein Sarg gestohlen, in dem die Diebe Wertsachen vermuten. Der Sarg wird in einem Privatflugzeug während des Fluges in die USA geöffnet. Dort finden die Diebe den eingeschlossenen Vampir Dracula, der sie alle tötet.
Van Helsing fährt in die USA, um Dracula zu stellen, Sheppard folgt ihm heimlich. Dort erfährt er von seinem Chef, dass dieser in Wirklichkeit Abraham Van Helsing ist, der 100 Jahre zuvor Dracula besiegte, aber keinen Weg fand, diesen endgültig zu töten. Er schwor sich, erst zu sterben, wenn er Dracula getötet hätte und hielt sich seitdem mit Draculas Blut am Leben, welches er sich – durch Blutegel gefiltert – injizierte. In einer Leichenhalle müssen Van Helsing und Sheppard gegen die Vampire kämpfen, zu denen die von Dracula getöteten Mitglieder der Diebesbande wurden.
Es stellt sich zudem heraus, dass Van Helsing in New Orleans eine Tochter hat, Mary Heller. Da ihr Vater einen Teil von Draculas Blut in sich hatte und Mary also mit einem Anteil Dracula-Blut geboren wurde, sieht Dracula sie als seine Seelenverwandte und will sie unbedingt finden, um nicht mehr allein zu sein. Als Van Helsing das Haus erreicht, in dem seine Tochter wohnt, wartet dort bereits Dracula auf ihn. Van Helsing stirbt, Sheppard kann Mary retten und die beiden verstecken sich in einem Kloster.
Heller und Sheppard vermuten, dass Dracula nur einer der Namen des Vampirs ist, der bereits länger existieren muss. Ihre Nachforschungen in der Bücherei des Klosters werden aber von Dracula unterbrochen. Während Simon versucht, ihn aufzuhalten, flieht Mary auf einen Friedhof. Dort wird sie von Dracula gefunden und mitgenommen. Auf dem Dach eines Gebäudes beißt Dracula Mary in den Hals, so dass sie auch zum Vampir wird, und offenbart ihr, wer er wirklich ist. Dracula ist Judas Ischariot, der, nachdem er Jesus Christus verraten hatte, versuchte, sich zu erhängen. Da aber das Seil riss, musste er sein Dasein über Jahrtausende als Untoter fristen.
Als zwei der Vampirinnen Simon zu Dracula bringen, bittet Mary Dracula darum, Simon töten zu dürfen, um somit den letzten Gegner der Vampire aus dem Weg zu räumen. Doch sie täuscht den Biss an Simons Hals nur vor und es kommt zum Kampf. Während Simon die beiden Vampirinnen tötet, will Dracula Mary vom Dach stoßen, um sie für ihren Verrat zu bestrafen. Sie zieht aber eine Schlinge um Draculas Hals und stürzt mit ihm vom Dach. Mary fällt auf den Boden, Dracula wird erhängt. Er gibt sie frei, dann verbrennt er im Licht der aufgehenden Sonne. Mary und Simon fungieren fortan als Wächter über Draculas Überreste.

## Kritiken
Das Lexikon des internationalen Films schrieb, der Film sei „trotz gelungener Ansätze“ nicht überzeugend, „weil er zwar Schrecksekunden, aber kaum Spannung zu bieten“ habe und „der Erzählfluss immer wieder durch stilistische Grobheiten gestört“ würde.
Die Zeitschrift Cinema bezeichnete den Film als „gestylten Blut-Kitsch für die MTV-Generation“.

## Auszeichnungen
Der Film wurde für den Filmpreis Saturn Award in der Kategorie Bester Horrorfilm nominiert.

## Fortsetzungen
Der Film erhielt zwei Fortsetzungen, die beide von Patrick Lussier inszeniert wurden. 2003 erschien Wes Craven präsentiert Dracula II – The Ascension und zwei Jahre später Wes Craven präsentiert Dracula III – Legacy. Beide Filme wurden direkt auf Video bzw. DVD veröffentlicht. Die Rolle des vampirjagenden Paters Uffizi übernahm jeweils Jason Scott Lee; Dracula selbst wurde in Teil II von Stephen Billington dargestellt, in Teil III übernahm dies Rutger Hauer. Patrick Lussier und Joel Soisson verfassten gemeinsam die Drehbücher.